# Episodi di The Young Pope
La prima e unica stagione della serie televisiva The Young Pope, composta da 10 episodi, è stata trasmessa in prima visione assoluta sul canale satellitare italiano Sky Atlantic dal 21 ottobre al 18 novembre 2016. Gli episodi sono stati inoltre trasmessi in simulcast sul canale Sky Cinema 1.
In Germania e Austria, la serie è andata in onda, nelle stesse date, sul canale Sky Atlantic. In Francia, The Young Pope è stata trasmessa sul canale Canal+ dal 24 ottobre al 21 novembre 2016. Nel Regno Unito e Irlanda, la serie è andata sul canale Sky Atlantic dal 27 ottobre al 29 dicembre 2016. Negli Stati Uniti, The Young Pope è stata trasmessa sul canale HBO dal 15 gennaio al 13 febbraio 2017.
| nº | Titolo originale | Prima TV originale |
| -- | ---------------- | ------------------ |
| 1  | Episodio 1       | 21 ottobre 2016    |
| 2  | Episodio 2       | 21 ottobre 2016    |
| 3  | Episodio 3       | 28 ottobre 2016    |
| 4  | Episodio 4       | 28 ottobre 2016    |
| 5  | Episodio 5       | 4 novembre 2016    |
| 6  | Episodio 6       | 4 novembre 2016    |
| 7  | Episodio 7       | 11 novembre 2016   |
| 8  | Episodio 8       | 11 novembre 2016   |
| 9  | Episodio 9       | 18 novembre 2016   |
| 10 | Episodio 10      | 18 novembre 2016   |

## Episodio 1
- Diretto da: Paolo Sorrentino
- Scritto da: Paolo Sorrentino

### Trama
Lenny Belardo, un giovane cardinale americano, viene eletto come nuovo pontefice prendendo il nome di Pio XIII. Il conclave spera di poter facilmente manovrare il nuovo pontefice; egli, tuttavia, si mostra fin da subito determinato e per niente incline a dare ascolto alle richieste del segretario di Stato, il cardinale Voiello. Questi rimane profondamente turbato quando il Papa nomina come sua segretaria particolare Suor Mary, la donna che lo ha cresciuto dopo la scomparsa dei suoi genitori. Il cardinale decide dunque di scavare nel passato del giovane papa. Il Papa chiede a Don Tommaso (il confessore di tutto il Vaticano) di comunicargli tutti i segreti più intimi dei cardinali in cambio di una promozione a cardinale. Nel finale confida al prete di non credere in Dio, dicendo poi che si trattava solo di uno scherzo. 
- Guest star: Gianluca Guidi (Padre Federico Amatucci), Ignazio Oliva (Padre Valente), Sebastian Roché (Cardinale Michel Marivaux), Marcello Romolo (Don Tommaso), Vladimir Bibic (Cardinale Ozolins), Ramón García (Cardinale Aguirre), Nadee Kammallaweera (Suor Suree), Maurizio Lombardi (Cardinale Mario Assente), Daniel Vivian (Domen), Gianni Agrò, Allison Case (Suor Mary da giovane), Jacob Desvarieux, Frank Gingerich (Lenny Belardo da bambino), Jim-Adhi Limas, Olivia Macklin (Madre di Lenny Belardo), Janet Frances Baines, Nicoletta Cefaly, Alessandra Fallucchi, Matteo Lai, Armando Pizzuti, Riku Takeda.
- Ascolti Italia (Sky Atlantic + Sky Cinema 1): telespettatori 788 000 – share 3%[2]
- Ascolti USA: telespettatori 963 000[3]

## Episodio 2
- Diretto da: Paolo Sorrentino
- Scritto da: Paolo Sorrentino

### Trama
Lenny incontra Sofia Dubois, la responsabile del marketing del Vaticano, e la convince a non diffondere nessuna sua immagine e a utilizzare l'assenza per intensificare la popolarità del Papa. Dopo incontra il cardinale Assente e gli fa confessare di essere omosessuale. Lenny si reca dunque dal suo mentore, il cardinale Spencer, per proporgli uno dei ruoli più importanti all'interno del Vaticano, ma l'anziano si rifiuta in quanto si sente tradito dal giovane. Il papa decide poi di formalizzare il suo rapporto con Suor Mary e si prepara per il suo primo discorso in pubblico. Celato nella penombra, Papa Pio XIII enuncia un discorso molto reazionario, ribadendo il distacco tra il Vaticano e il resto della comunità cristiana, indicando il disprezzo per qualunque tipo di dubbio sull'esistenza di Dio e per il libero arbitrio in materia di fede, incitando i fedeli a dedicarsi completamente a Dio in un'omelia sconvolgente che lascia un profondo turbamento nei fedeli, nel mondo giornalistico e nel segretario di Stato Voiello, che si prepara a contrastare questo nuovo pontificato. 
- Guest star: Gianluca Guidi (Padre Federico Amatucci), Ignazio Oliva (Padre Valente), Sebastian Roché (Cardinale Michel Marivaux), Marcello Romolo (Don Tommaso), Vladimir Bibic (Cardinale Ozolins), Biagio Forestieri (Peter), Ramón García (Cardinale Aguirre), Nadee Kammallaweera (Suor Suree), Maurizio Lombardi (Cardinale Mario Assente), Daniel Vivian (Domen), Allison Case (Suor Mary da giovane), Jacob Desvarieux, Giancarlo Fares, Jim-Adhi Limas, Jack McQuaid (Andrew Dussolier da bambino), Armando Pizzuti, Janet Frances Baines, Edoardo Bussi, Uliana Caselli, Nicoletta Cefaly, Camilla Diana (Vergine Maria), Alessandra Fallucchi, Matteo Lai.
- Ascolti Italia (Sky Atlantic + Sky Cinema 1): telespettatori 603 000 – share 2,5%[2]
- Ascolti USA: telespettatori 713 000[3]

## Episodio 3
- Diretto da: Paolo Sorrentino
- Scritto da: Paolo Sorrentino con Stefano Rulli

### Trama
Il cardinale Angelo Voiello tenta di ristabilire l'equilibrio all'interno della Chiesa dopo la sconvolgente omelia del nuovo papa. Tuttavia Lenny decide di proseguire rimanendo fedele ai suoi princìpi e decide di inviare Suor Mary a una conferenza stampa in cui la suora conferma le posizioni estreme del pontefice che tuttavia continua a ricercare Dio, non riuscendo a trovarlo. In seguito Lenny conosce la devota Esther, moglie di una guardia svizzera che desidera più di ogni altra cosa poter avere un bambino e che gli dice di aver colto il rispetto nel proprio discorso; pronunciate quelle parole, il papa subito le sviene tra le braccia. Il segretario di Stato ha poi un forte scontro verbale con Lenny, che decide di farlo degradare. Dopo, Voiello decide di ricattare il vescovo Bernardo Gutierrez, confidente di Lenny, in quanto ha scoperto del suo alcolismo. Gutierrez dovrà quindi confidare al cardinale tutti i segreti di Pio XIII, il quale, poco dopo, ignaro gli confessa di dubitare talvolta dell'esistenza di Dio.
- Guest star: Gianluca Guidi (Padre Federico Amatucci), Ignazio Oliva (Padre Valente), Marcello Romolo (Don Tommaso), Vladimir Bibic (Cardinale Ozolins), Allison Case (Suor Mary da giovane), Ramón García (Cardinale Aguirre), Frank Gingerich (Lenny Belardo da bambino), Olivia Macklin (Madre di Lenny Belardo), Jack McQuaid (Andrew Dussolier da bambino), Collin Smith (Padre di Lenny Belardo), Robert Brodie Booth, Francesca Cutolo, Tracy Greene, Jim-Adhi Limas, Alexia Murray, Giuseppe Sanfelice, Mattia Sbragia, Edoardo Bussi, Matteo Lai, Sara Lazzaro (Suora di clausura), Armando Pizzuti, Valerio Nnaemeka Utah.
- Ascolti Italia (Sky Atlantic + Sky Cinema 1): telespettatori 431 000 – share 1,7%[4]
- Ascolti USA: telespettatori 681 000[3]

## Episodio 4
- Diretto da: Paolo Sorrentino
- Scritto da: Paolo Sorrentino con Stefano Rulli

### Trama
Il Segretario di Stato viene al corrente di una relazione extraconiugale avuta da Esther e la ricatta chiedendole di sedurre Lenny, così da trovare un modo per liberarsi del pontefice. Tuttavia Lenny non cede alla ragazza e prega per lei affinché possa concepire il tanto desiderato bambino che non può avere a causa della sua sterilità. Pio XIII prosegue nei suoi appuntamenti e decide poi di occuparsi di un caso di pedofilia, noto come Caso Kurtwell,  che coinvolge un importante cardinale statunitense. Decide di inviare il fedele Gutierrez a New York in quanto si fida soltanto di lui per occuparsi della questione e decide inoltre di lottare contro l'omosessualità all'interno della Chiesa. Infine il pontefice ha anche a che fare con un pastore, Tonino Pettola, che afferma di riuscire a compiere guarigioni. Questo destabilizza ulteriormente la sua fede, in quanto lui non riesce a compiere miracoli. Al termine dell'episodio Lenny ripensa alla sua unica esperienza con una donna e questo lo fa pensare a Esther.
- Guest star: Gianluca Guidi (Padre Federico Amatucci), Ignazio Oliva (Padre Valente), Franco Pinelli (Tonino Pettola), Marcello Romolo (Don Tommaso), Euridice Axen, Carolina Carlsson (Primo ministro della Groenlandia), Lino Musella, Daniel Vivian (Domen), Janet Frances Baines, Biagio Forestieri (Peter), Nadee Kammallaweera (Suor Suree), Olivia Macklin (Madre di Lenny Belardo), Emmanuel Pasqualini, Edoardo Bussi, Camilla Diana (Vergine Maria), Matteo Lai, Armando Pizzuti.
- Ascolti Italia (Sky Atlantic + Sky Cinema 1): telespettatori 367 000 – share 1,6%[4]
- Ascolti USA: telespettatori 528 000[3]

## Episodio 5
- Diretto da: Paolo Sorrentino
- Scritto da: Paolo Sorrentino

### Trama
Esther tenta nuovamente di sedurre Lenny e Voiello riesce così a ottenere le prove per incastrarlo. Tuttavia il papa con un discorso che colpisce il cardinale, non cede alla donna. Voiello decide dunque di accettare il nuovo papa benché non condivida appieno le sue idee. Nel frattempo Lenny esce dal Vaticano per trascorrere una serata con l'amico d'infanzia Andrew Dussolier al quale propone di diventare Prefetto per la Congregazione del Clero. In seguito Lenny rivela a Voiello di conoscere tutte le sue cospirazioni e gli ordina di convocare i cardinali per tenere il rituale discorso. Pio XIII stupisce l'intero gruppo di cardinali con un discorso estremamente conservatore che spinge i fedeli al fanatismo e all'amore totale ed esclusivo per Dio. Il primo cardinale a dare l'apparente consenso a Lenny è il suo vecchio mentore Spencer, seguito a ruota da tutti gli altri. In seguito Papa Pio XIII si reca da Tonino, il pastore che afferma di vedere la Vergine Maria fra le sue pecore, assieme al Segretario di Stato probabilmente per minacciarlo. 
- Guest star: Gianluca Guidi (Padre Federico Amatucci), Ignazio Oliva (Padre Valente), Franco Pinelli (Tonino Pettola), Marcello Romolo (Don Tommaso), Vladimir Bibic (Cardinale Ozolins), Jacob Desvarieux, Ramón García (Cardinale Aguirre), Maurizio Lombardi (Cardinale Mario Assente), Daniel Vivian (Domen), Sean Campbell, Ann Darlington Carr (Moglie del custode), Allison Case (Suor Mary da giovane), Frank Gingerich (Lenny Belardo da bambino), Brian Keane (Custode), Sara Lazzaro (Suora di clausura), Jim-Adhi Limas, Olivia Macklin (Madre di Lenny Belardo), Jack McQuaid (Andrew Dussolier da bambino), Collin Smith (Padre di Lenny Belardo), Janet Frances Baines, Madalina Bellariu (Elena), Edoardo Bussi, Dino Santoro, Armando Pizzuti.
- Ascolti Italia (Sky Atlantic + Sky Cinema 1): telespettatori 562 000[5]
- Ascolti USA: telespettatori 582 000[3]

## Episodio 6
- Diretto da: Paolo Sorrentino
- Scritto da: Paolo Sorrentino

### Trama
Sono passati nove mesi dell'elezione di Lenny Belardo come nuovo pontefice. Esther è rimasta miracolosamente incinta ed è diventata madre mentre Gutierrez viene investito cardinale e parte alla volta degli Stati Uniti per affrontare il Caso Kurtwell. Don Tommaso è profondamente frustrato da questa decisione del pontefice che aveva promesso anche a lui il cardinalato, non mantenendo la parola data. Lenny dopo aver visitato il piccolo bambino di Esther, riceve il Presidente del Consiglio italiano a cui fa numerose richieste alquanto pretenziose e bizzarre, dall'eliminazione del divorzio e dell'aborto per qualsiasi motivo, alla richiesta di misure restrittive per musulmani e induisti, fino alla revisione dei Patti Lateranensi e addirittura degli stessi confini dello Stato vaticano. Nel frattempo il Segretario di Stato Voiello riceve la visita di un capitano dei carabinieri che lo interroga sulla scomparsa di Tonino avvenuta mesi prima. Il Papa chiede all'amico Dussolier (che scopriamo intrattenere relazioni bisessuali) di essere fortemente selettivo nella scelta dei nuovi preti.  Si scopre che anche Suor Mary era un'orfana, adottata a tre anni. Un ragazzo che viene rifiutato per una presunta e falsa omosessualità, deluso dalla Chiesa e dal rifiuto del cardinale decide di togliersi la vita gettandosi da una balaustra che affaccia su piazza San Pietro. 
- Guest star: Massimiliano Gallo (Capitano Becchi), Tony Plana (Carlos García), Emilio Dino Conti (Consigliere del Presidente del Consiglio), Marcos Franz (Ángelo Sanchez), Ignazio Oliva (Padre Valente), Marcello Romolo (Don Tommaso), Vladimir Bibic (Cardinale Ozolins), Duccio Camerini, Monica Cetti (Contessa Meraviglia), Jacob Desvarieux, Ramón García (Cardinale Aguirre), Jim-Adhi Limas, Maurizio Lombardi (Cardinale Mario Assente), Allison Case (Suor Mary da giovane), Frank Gingerich (Lenny Belardo da bambino), Jack McQuaid (Andrew Dussolier da bambino), Gil Perez-Abraham, Rayna Tharani (Maribeth), Davide Cincis, Biagio Forestieri (Peter), Lydia Giordano, Alessio Praticò, Daniel Vivian (Domen).
- Ascolti Italia (Sky Atlantic + Sky Cinema 1): telespettatori 453 000[5]
- Ascolti USA: telespettatori 447 000[3]

## Episodio 7
- Diretto da: Paolo Sorrentino
- Scritto da: Paolo Sorrentino con Tony Grisoni

### Trama
I Cardinali Voiello, Spencer e Caltanissetta decidono di far dimettere il papa e si accordano per eleggere Michael come suo successore. Nel frattempo Lenny riceve in dono la parte della pipa che gli mancava e che crede provenga dai suoi genitori. Suor Mary che teme per il futuro della Chiesa decide di ingaggiare una coppia per far credere al pontefice di aver ritrovato i suoi genitori. Tuttavia Lenny capisce di essere stato ingannato e in un momento di debolezza firma alcuni documenti per semplificare le pratiche per ordinare nuovi preti. In seguito Pio XIII decide di dimettersi ma Suor Mary cerca di convincerlo a desistere.  Dussolier sentendosi in colpa per il suicidio del giovane aspirante sacerdote decide di tornare in Honduras ma qui viene assassinato dagli uomini di un potente narcotrafficante con la moglie del quale era andato a letto.
- Guest star: Tony Plana (Carlos García), Monica Cetti (Contessa Meraviglia), Fabrizio Jovine, Alessio Montagnani (Ludovico Meraviglia), Ignazio Oliva (Padre Valente), Marcello Romolo (Don Tommaso), Biagio Forestieri (Peter), Frank Gingerich (Lenny Belardo da bambino), Olivia Macklin (Madre di Lenny Belardo), Collin Smith (Padre di Lenny Belardo), Rayna Tharani (Maribeth), Janet Frances Baines, Edoardo Bussi, Robert Dawson, Giancarlo Fares, Sara Lazzaro (Suora di clausura), Alessia Giulia Trujillo Alva (Beata Juana).
- Ascolti Italia (Sky Atlantic + Sky Cinema 1): telespettatori 531 000[6]
- Ascolti USA: telespettatori 392 000[3]

## Episodio 8
- Diretto da: Paolo Sorrentino
- Scritto da: Paolo Sorrentino con Tony Grisoni

### Trama
Lenny ritiratosi a Castel Gandolfo per riflettere sul suo futuro e sulla morte del suo migliore amico viene convinto da Dubois a intraprendere il suo primo viaggio pastorale in Africa, per conoscere i villaggi della carità guidati da Suor Antonia. La decisione del papa, da lui comunicata durante un angelus, scatena l'interessamento dell'intera comunità cristiana e di numerosi giornalisti. Durante il viaggio una giornalista insinua che Kurtwell sia a conoscenza di alcuni segreti di Lenny e crede che lui abbia inviato un uomo non qualificato (Gutierrez) per occuparsi del caso al fine di celare questi segreti. 
Giunto in Africa il pontefice scopre che Suor Antonia è in realtà un'impostora che ricatta i poveri dei suoi villaggi. Prima di lasciare l'Africa, Pio XIII tiene un discorso in cui promuove la pace, conquistando nuovamente l'entusiasmo dei giornalisti. Tornato in Italia, mentre è in viaggio verso il Vaticano, il papa chiede di fermarsi al primo autogrill e si rivolge a Dio per gestire al meglio il problema di Suor Antonia e nello stesso momento la suora, che stava prendendo una delle bottiglie d'acqua dalla sua scorta personale abusiva viene assalita da un malore improvviso che la uccide.
- Guest star: Andre Gregory (Elmore Coen), Ignazio Oliva (Padre Valente), Milvia Marigliano (Suor Antonia), Sebastian Roché (Cardinale Michel Marivaux), Robert Brodie Booth, Francesca Cutolo, Adolph De Beer, Jeanne Neilson (Jennifer), Giuseppe Sanfelice, Pierre Van Heerden, Chris April, Lea Karen Gramsdorff, Sara Lazzaro (Suora di clausura), Luthando Mthi, Lorenzo Profita, Jonathan Silvestri, Allison Case (Suor Mary da giovane), Frank Gingerich (Lenny Belardo da bambino), Matteo Lai, Olivia Macklin (Madre di Lenny Belardo), Jack McQuaid (Andrew Dussolier da bambino), Armando Pizzuti, Collin Smith (Padre di Lenny Belardo), Alessia Giulia Trujillo Alva (Beata Juana).
- Ascolti Italia (Sky Atlantic + Sky Cinema 1): telespettatori 448 000[6]
- Ascolti USA: telespettatori 483 000[3]

## Episodio 9
- Diretto da: Paolo Sorrentino
- Scritto da: Umberto Contarello e Paolo Sorrentino

### Trama
Il cardinale Gutierrez cerca di incastrare Kurtwell ma invano. Infatti tutti coloro che hanno effettivamente subìto abusi da lui temono il suo potere e non lo denunciano. Tuttavia Bernardo viene avvicinato dal figlio segreto del cardinale Kurtwell che decide di collaborare. Gutierrez riesce a incastrare definitivamente il cardinale grazie all'aiuto di un giovane ragazzo innamorato di lui che permette a Kurtwell di abusare del suo corpo ma facendo delle fotografie. 
Nel frattempo a Roma la salute di Spencer precipita e prima di morire il cardinale chiede a Lenny di raccontargli la verità sul miracolo che Suor Mary sostiene avergli visto fare anni prima. Lenny racconta dunque di aver guarito una donna in punto di morte che è ancora viva.
- Guest star: Guy Boyd (Arcivescovo Kurtwell), Kevin Jackson (Pete Washington), Nicolas Coster (Giornalista americano), Todd Grinnell (Assistente di Kurtwell), Jan Hoag (Rose), Jaime Aguirre, Fayelyn Bilodeau, Steven Clancey, Alex Esola (Freddy Blakestone), Kristy Golden, Luke Grakal (Figlio della fidanzata di Lenny), Delaina Mitchell (Fidanzata di Lenny), Troy Ruptash (David Tanistone), Janet Frances Baines, Nadee Kammallaweera (Suor Suree), Sara Lazzaro (Suora di clausura), Ignazio Oliva (Padre Valente), Sebastian Roché (Cardinale Michel Marivaux), Marcello Romolo (Don Tommaso), Daniel Vivian (Domen), Allison Case (Suor Mary da giovane), Ann Darlington Carr (Moglie del custode), Brian Keane (Custode), Patrick Mitchell, Andrew Plinio, Andrew Ryan Wolf.
- Ascolti Italia (Sky Atlantic + Sky Cinema 1): telespettatori 565 000[7]
- Ascolti USA: telespettatori 589 000[3]

## Episodio 10
- Diretto da: Paolo Sorrentino
- Scritto da: Umberto Contarello e Paolo Sorrentino

### Trama
Pio XIII decide di inviare Suor Mary in Africa per occuparsi degli orfani in quanto è questa la sua vera vocazione; al posto della suora, chiede a Gutierrez di essere il suo nuovo segretario personale. Mentre vede Suor Mary partire per sostituire suor Antonia, viene assalito da un malore, ma per sua fortuna è presente il suo segretario che lo sostiene e a cui rivela nuovamente di non credere in Dio. Pio XIII, nonostante tutto, rifiuta di farsi visitare da un medico. Nel frattempo Kurtwell confessa di essere effettivamente pedofilo e racconta di aver subito lui stesso degli abusi quando era bambino a 12 anni. Il pontefice decide di inviare l'importante arcivescovo in Alaska, a Ketchikan. In seguito Lenny decide di comparire per la prima volta in pubblico e, a sorpresa di tutti, cambia rotta e decide di celebrare la messa natalizia a Venezia. La sua omelia — "Dio sorride!" — entusiasma la folla e porta felicità e buonumore nel cuore dei cristiani di tutto il mondo. Ma al termine della celebrazione Lenny vede infine i suoi genitori ormai anziani, nascosti nella folla, lasciare la piazza come se non avessero condiviso quanto detto. Il giovane papa viene assalito da un malore e pochi istanti dopo sviene fra le braccia di Gutierrez e davanti agli altri cardinali. Termina qui la prima serie composta di 10 episodi.
- Guest star: Guy Boyd (Arcivescovo Kurtwell), Andre Gregory (Elmore Coen), Kevin Jackson (Pete Washington), Tony Plana (Carlos García), Jan Hoag (Rose), Sebastian Roché (Cardinale Michel Marivaux), Vladimir Bibic (Cardinale Ozolins), Ramón García (Cardinale Aguirre), Gianluca Guidi (Padre Federico Amatucci), Ignazio Oliva (Padre Valente), Marcello Romolo (Don Tommaso), Alex Esola (Freddy Blakestone), Frank Gingerich (Lenny Belardo da bambino), Kristy Golden, Luke Grakal (Figlio della fidanzata di Lenny), Olivia Macklin (Madre di Lenny Belardo), Delaina Mitchell (Fidanzata di Lenny), Troy Ruptash (David Tanistone), Collin Smith (Padre di Lenny Belardo), Rayna Tharani (Maribeth), Edwin Apps, Carolina Carlsson (Primo ministro della Groenlandia), Massimo Capitani, Giancarlo Fares, Nadee Kammallaweera (Suor Suree), Matteo Lai, Maurizio Lombardi, Armando Pizzuti, Daniel Vivian (Domen), Janet Frances Baines, Madalina Bellariu (Elena), Edoardo Bussi, Jacob Desvarieux, Sara Lazzaro (Suora di clausura), Jim-Adhi Limas, Francesco Pollastrini, Alessia Giulia Trujillo Alva (Beata Juana).
- Ascolti Italia (Sky Atlantic + Sky Cinema 1): telespettatori 535 000[7]
- Ascolti USA: telespettatori 476 000[3]